# Meileshof
Meileshof is een kleine nederzetting in de Wartburgkreis in de Duitse deelstaat Thüringen. Meileshof ligt direct ten oosten van Marksuhl aan de spoorlijn Eisenbach - Lichtenfels. Het station is nog steeds in gebruik.
Op 6 juli 2018 ging de gemeente Marksuhl, waar Meileshof tot die dag onder viel, op in de gemeente Gerstungen.